# Fine Line (álbum)
Fine Line (en español: «Línea Delgada o Línea Fina») es el segundo álbum de estudio del cantante y compositor británico Harry Styles, publicado el 13 de diciembre de 2019 por las compañías discográficas Erskine y Columbia Records. Para su promoción contó con seis sencillos: «Lights Up», «Adore You», «Falling», «Watermelon Sugar», «Golden» y «Treat People with Kindness».
Debutó en el número tres en la lista de álbumes del Reino Unido y en el número uno en el Billboard 200, lo que lo convierte en el segundo número consecutivo de Styles en álbumes en Estados Unidos. Tuvo la tercera semana de ventas más grande de 2019 en Estados Unidos, y rompió el récord como el debut más grande de un artista masculino británico con 478.000 unidades equivalentes al álbum, certificándose posteriormente con tres discos de platino por la Recording Industry Association of America (RIAA) por ventas de más de tres millones de unidades vendidas.
Recibió críticas generalmente positivas de los críticos y fue nominado al Álbum del año en los premios Brit 2020 y al Mejor álbum de pop vocal en los premios Grammy de 2021. También ganó como Álbum Favorito de Pop/Rock en los American Music Awards. Asimismo, fue incluido en la lista de los 500 mejores álbumes por la revista Rolling Stone, ocupando el puesto 491.

## Antecedentes y desarrollo
El 26 de agosto de 2019, se informó que el cantante estaba realizando los «toques finales» de su nuevo álbum. Styles comentó haber consumido de droga psicodélica durante el proceso de creación del disco. Para una entrevista a Rolling Stone, declaró que el álbum trata «sobre tener sexo y sentirse triste».
En los días previos al lanzamiento del primer sencillo del material «Lights Up», aparecieron carteles publicitarios en varias ciudades del mundo con la frase «¿Sabes quién eres?», que se relacionaron con una nueva era de Styles después de que cada uno de los carteles presentara el logotipo de Columbia Records y el acrónimo «TPWK», que significa «Trata a las personas con amabilidad», frase que ya había aparecido en la mercancía de la gira de Styles.
El 4 de noviembre de 2019 Styles anunció el álbum junto a su portada oficial a través de sus redes sociales. El álbum fue promocionado en el episodio del 16 de noviembre de 2019 del programa de televisión Saturday Night Live.

## Promoción
El primer sencillo del álbum «Lights Up» se estrenó el 11 de octubre de 2019. La pista con sonidos R&B y soul, fue escrita por Styles, Thomas Hull y Tyles Johnson, mientras que la producción fue llevada a cabo por este último. La pista alcanzó la tercera posición en el Reino Unido, y la ubicación diecisiete en la lista Billboard Hot 100 de Estados Unidos.
El 16 de noviembre de 2019, se lanzó en el programa de televisión Saturday Night Live el segundo sencillo «Watermelon Sugar», donde Styles lo interpretó por primera vez, junto al tema «Lights Up».

## Recepción crítica
Fine Line recibió reseñas generalmente positivas. En Metacritic, que asigna una calificación normalizada de 100, el álbum tiene un puntaje promedio de 77 de 100, lo que indica «reseñas generalmente favorables» basadas en 14 reseñas.
Laura Sanpes, escribiendo para The Guardian, señaló que «Styles está complementa su composición y su capacidad para vender la historia». Nombrando a «Golden», «Watermelon Sugar», «To Be So Lonely» y «She» como ejemplos notables. Gregory Robinson, también para The Guardian, calificó el álbum como «seguro, convincente y pegadizo» y «un paso seguro en la aventura musical caprichosa de Styles». Hannah Mylrea de NME escribió que «en su mayor parte, el segundo álbum de Styles es una alegría total», mientras lo llama «una combinación elegante de el pop moderno y elegante y su propio encanto pícaro». Rea McNamara de NOW Magazine elogió la decisión de Styles de inclinarse hacia el «pop exuberante y conmovedor», al tiempo que nombró «Sunflower, Vol. 6» como la mejor canción del álbum. Nick Catucci, escribiendo para Rolling Stone, llamó al álbum «excelente y sobresaliente». Chris Willman de Variety calificó el álbum como «muy bueno».
Alex Rodobolski de Exclaim! opinó que «hay una cierta sensación de misticismo en torno al álbum» y que con él, «Styles puede entrar en lo suyo, más que con su debut homónimo». Rodobolski finaliza la revisión escribiendo Fine Line es una prueba de que Harry Styles ha crecido como artista desde su debut en solitario «y que no ha alcanzado su máximo potencial, pero ciertamente está en camino». Susan Hansen, escribiendo para Clash, escribió que el álbum es «una obra maravillosamente brillante, inspiradora y ambiciosa, rebosante de confianza y alegría combinada con algunos tonos más oscuros», y luego agrega que «hay una línea fina entre la música pop simple y la buena música pop que es interesante de escuchar», en la cual, Harry Styles definitivamente cae en la última categoría. Madison Vain de Esquire calificó el álbum de «escandalosamente bueno».
Existen críticas que fueron menos positivas. Tim Sendra de AllMusic felicitó la voz de Styles y opinó que «Watermelon Sugar», «Golden», «She» y «Sunflower, Vol. 6» son los temas destacados, pero también declaró que Styles «quiere hacer música que pase la prueba del tiempo y que realmente le importe a la gente».  Jeremy Larson, escribiendo para Pitchfork, sintió que Styles «se esconde dentro de un disco místico de pop-rock que nos mantiene alejados de quién es como compositor y estrella de rock incipiente» mientras agrega «escucho a un tipo que todavía teme, que nunca hará un disco como David Bowie», aunque escribió que «el sonido real de Fine Line es increíble». Neil McCormick de The Daily Telegraph llamó al álbum «bueno pero intrascendente».

## Lista de canciones
- Lista de canciones adaptada para Apple Music.[1]

| N.º   | Título                       | Escritor(es)                                             | Productor(es)                         | Duración |  |
| 1.    | «Golden»                     | Harry Styles, Mitch Rowland, Thomas Hull y Tyler Johnson | Kid Harpoon y Johnson                 | 3:28     |  |
| 2.    | «Watermelon Sugar»           | Harry Styles, Rowland, Kid Harpoon y Johnson             | Kid Harpoon y Johnson                 | 2:54     |  |
| 3.    | «Adore You»                  | Harry Styles, Hull, Amy Allen y Johnson                  | Kid Harpoon y Johnson                 | 3:27     |  |
| 4.    | «Lights Up»                  | Styles, Johnson y Thomas Hull                            | Johnson                               | 2:52     |  |
| 5.    | «Cherry»                     | Harry Styles, Johnson, Sammy Witte, Hull y Jeff Bhasker  | Kid Harpoon, Johnson, Bhasker y Witte | 4:19     |  |
| 6.    | «Falling»                    | Harry Styles y Hull                                      | Kid Harpoon                           | 4:00     |  |
| 7.    | «To Be So Lonely»            | Harry Styles, Rowland, Hull y Johnson                    | Kid Harpoon y Johnson                 | 3:12     |  |
| 8.    | «She»                        | Harry Styles, Rowland, Hull y Bhasker                    | Kid Harpoon y Bhasker                 | 6:02     |  |
| 9.    | «Sunflower, Vol. 6»          | Harry Styles, Greg Kurstin y Hull                        | Kurstin y Kid Harpoon                 | 3:41     |  |
| 10.   | «Canyon Moon»                | Harry Styles, Hull y Rowland                             | Kid Harpoon                           | 3:09     |  |
| 11.   | «Treat People with Kindness» | Harry Styles, Bhasker e Ilsey Juber                      | Bhasker                               | 3:17     |  |
| 12.   | «Fine Line»                  | Harry Styles, Rowland, Hull, Johnson y Witte             | Kid Harpoon, Johnson y Witte          | 6:17     |  |
| 46:37 |                              |                                                          |                                       |          |  |

## Posicionamiento en listas
| Listas (2019-2020)                  | Mejor posición |
| ----------------------------------- | -------------- |
| Argentina (CAPIF)                   | 1              |
| Alemania (Media Control Charts)     | 14             |
| Australia (ARIA)                    | 1              |
| Austria (Ö3 Austria Top 40)         | 9              |
| Bélgica (Ultratop) Flanders         | 4              |
| Bélgica (Ultratop) Wallonia         | 28             |
| Canadá Albums (Billboard)           | 1              |
| Corea del Sur (Gaon)                | 40             |
| Croacia (HDU)                       | 1              |
| Dinamarca (Tracklisten)             | 4              |
| Escocia (OCC)                       | 3              |
| Eslovaquia (ČNS IFPI)               | 7              |
| España (PROMUSICAE)                 | 6              |
| España (Top 100 Vinilos)            | 1              |
| Estados Unidos (Billboard 200)      | 1              |
| Estonia (Eesti Ekspress)            | 2              |
| Finlandia (Suomen virallinen lista) | 5              |
| Francia (SNEP)                      | 36             |
| Grecia (IFPI Greece)                | 2              |
| Hungría (MAHASZ)                    | 16             |
| Irlanda (IRMA)                      | 1              |
| Islandia (Plötutíðindi)             | 2              |
| Italia (FIMI)                       | 7              |
| Japón Hot Albums (Billboard)        | 63             |
| Japón (Oricon)                      | 52             |
| Lituania (AGATA)                    | 1              |
| México (AMPROFON)                   | 1              |
| Noruega (VG-lista)                  | 2              |
| Nueva Zelanda (RMNZ)                | 1              |
| Países Bajos (Álbum Top 100)        | 1              |
| Polonia (ZPAV)                      | 5              |
| Portugal (AFP)                      | 1              |
| Reino Unido (OCC)                   | 3              |
| República Checa (ČNS IFPI)          | 4              |
| Suecia (Sverigetopplistan)          | 1              |
| Suiza (Schweizer Hitparade)         | 6              |

| Listas (2019)     | Mejor posición |
| ----------------- | -------------- |
| Australia (ARIA)  | 42             |
| México (AMPROFON) | 24             |
| Reino Unido (OCC) | 90             |

## Certificaciones
| País (organismo certificador) | Certificación | Unidades certificadas |
| ----------------------------- | ------------- | --------------------- |
| Alemania (BVMI)               | Oro           | 100 000               |
| Argentina (CAPIF)             | 4x Platino    | 80 000                |
| Australia (ARIA)              | 2x Platino    | 140 000               |
| Bélgica (BEA)                 | Oro           | 15 000                |
| Brasil (Pro-Música Brasil)    | 3x Platino    | 120 000               |
| Canadá (Music Canada)         | 2x Platino    | 160 000               |
| Dinamarca (IFPI)              | Platino       | 20 000                |
| España (PROMUSICAE)           | Platino       | 40 000                |
| Estados Unidos (RIAA)         | 3x Platino    | 3 000 000             |
| Francia (SNEP)                | Platino       | 100 000               |
| Italia (FIMI)                 | 2x Platino    | 100 000               |
| México (AMPROFON)             | Diamante      | 300 000               |
| Noruega (IFPI)                | Platino       | 20 000                |
| Nueva Zelanda (RIANZ)         | 4x Platino    | 60 000                |
| Polonia (ZPAV)                | 2x Platino    | 40 000                |
| Portugal (AFP)                | Platino       | 15 000                |
| Reino Unido (BPI)             | 2x Platino    | 600 000               |
| Singapur (RIAS)               | Oro           | 5 000                 |
| Suecia (GLF)                  | Platino       | 30 000                |
| Suiza (IFPI)                  | Platino       | 20 000                |

## Premios y nominaciones
| Año  | Premiación            | Categoría                   | Resultado | Ref.    |
| ---- | --------------------- | --------------------------- | --------- | ------- |
| 2020 | American Music Awards | Álbum Favorito de Pop/Rock  | Ganador   | [ 11 ]  |
| 2020 | BRIT Awards           | Álbum Británico del Año     | Nominado  | [ 102 ] |
| 2020 | LOS40 Music Awards    | Mejor Álbum Internacional   | Nominado  | [ 103 ] |
| 2021 | Premios Grammy        | Mejor Álbum Vocal Pop       | Nominado  | [ 104 ] |
| 2021 | Juno Awards           | Álbum Internacional del Año | Ganador   | [ 105 ] |

## Historial de lanzamiento
| País   | Fecha                   | Edición  | Formato                             | Discográfica      | Ref                     |
| ------ | ----------------------- | -------- | ----------------------------------- | ----------------- | ----------------------- |
| Varios | 13 de diciembre de 2019 | Estándar | Descarga digital, Streaming, CD, LP | Columbia, Erskine | [ 106 ] [ 107 ] [ 108 ] |
| Varios | 13 de diciembre de 2019 | Deluxe   | CD                                  | Columbia, Erskine | [ 109 ]                 |